# مدنیت (جماعت)
مدنیت  جماعت و شهرکی در جنوب غربی کشور تاجیکستان است که در ناحیهٔ جلال‌الدین رومی ولایت ختلان قرار دارد. جمعیت این جماعت ۱۱۹۸۵ است.